# NGC 2401
NGC 2401 ist ein offener Sternhaufen im Sternbild Achterdeck des Schiffs und hat eine Winkelausdehnung von 2,0' und eine scheinbare Helligkeit von 12,6 mag. Er wurde am 8. März 1793 von Wilhelm Herschel entdeckt.